# Ван ден Берг (лунный кратер)
Кратер Ван ден Берг (лат. Van den Bergh) — ударный кратер в северном полушарии обратной стороны Луны. Название присвоено в честь нидерландского астронома-любителя Жоржа Ван Ден Берга (1890—1966) и утверждено Международным астрономическим союзом в 1970 г. 

## Описание кратера
Ближайшими соседями кратера являются кратер Кокрофт на западе; кратер Эвершедт на севере; кратер Ингалс на юго-востоке и кратер Минер на юге-юго-западе. Селенографические координаты центра кратера 30°55′ с. ш. 159°13′ з. д. / 30,91° с. ш. 159,21° з. д., диаметр 43,4 км, глубина 2,23 км.
За время своего существования кратер значительно разрушен, его части сглажены множеством последующих импактов. Южная часть вала перекрыта сателлитным кратером Ван ден Берг М (см. ниже). Высота вала над окружающей местностью 1050 м, объем кратера составляет приблизительно 1300 км³. В северо-западной части чаши кратера находятся останки древнего кратера.
Кратер пересекает луч от кратера Джексон расположенного на юге-юго-западе.

## Сателлитные кратеры
| Ван ден Берг | Координаты                                              | Диаметр, км |
| ------------ | ------------------------------------------------------- | ----------- |
| F            | 30°50′ с. ш. 155°04′ з. д. / 30,84° с. ш. 155,07° з. д. | 30,3        |
| M            | 30°21′ с. ш. 159°15′ з. д. / 30,35° с. ш. 159,25° з. д. | 15,8        |
| P            | 29°13′ с. ш. 160°11′ з. д. / 29,21° с. ш. 160,19° з. д. | 15,1        |
| Y            | 32°45′ с. ш. 159°50′ з. д. / 32,75° с. ш. 159,83° з. д. | 42,2        |